# Сёмин, Виталий Николаевич
Вита́лий Никола́евич Сёмин (12 июня 1927 года, Ростов-на-Дону — 10 мая 1978 года, Планерское (ныне Коктебель)) — советский писатель и редактор.

## Биография
- 12 июня 1927 года родился в Ростове-на-Дону в семье служащих;
- 1942—1945 — принудительная работа в Германии в качестве остарбайтера;
- конец 1940-х — выпускник французской гимназии №45 Ростова-на-Дону[1];
- 1948—1953 — учёба на литературном факультете Ростовского педагогического института (отчислен, когда стало известно о пребывании в Германии)
- 1953—1954 — в административном порядке отправлен на работы на строительстве Куйбышевской ГЭС;
- 1954—1957 — заочная учёба в Таганрогском педагогическом институте;
- 1954—1956 — сельский школьный учитель;
- 1956—1957 — получил разрешение вернуться в Ростов, преподаватель автодорожного техникума;
- 1958—1962 — литературный сотрудник газеты «Вечерний Ростов»;
- с 1963 — редактор литературно-драматических передач Ростовского телевидения;
- 10 мая 1978 года скоропостижно умер от разрыва сердца в Планерском. Похоронен в Ростове-на-Дону.

## Семья
- Жена — Виктория Николаевна Кононыхина-Сёмина (1930 — 10.09.2016), писательница, публицист[2].
- Сын — Леонид

## Творчество
Большинство произведений носит автобиографический характер: детство на Нижнем Дону в 1930-х и начале 1940-х годов, нацистские трудовые лагеря в Германии в годы Второй Мировой войны, работа на Куйбышевской ГЭС, учительство, журналистский опыт, жизнь на окраине Ростова. Подробно описана повседневная жизнь юга России в середине XX века, раскрыты душевные переживания людей, особенно нравственные страдания и героизм в связи с событиями Великой Отечественной войны, духовное созревание молодых героев, романтика послевоенного трудового энтузиазма и поиски личного предназначения в жизни.
Проза Сёмина выстраивается в автобиографическое повествование, изобилующее действующими лицами, отступлениями, деталями, убеждая, однако, своей наглядностью и искренностью.
Острую полемику вызвала его напечатанная в журнале «Новый мир» в 1965 году повесть «Семеро в одном доме». Виктор Некрасов писал автору: «С некоторым опозданием, зато с громадным наслаждением прочитал Вашу Великолепную Семёрку! Читал не отрываясь и всё радовался, радовался, радовался, хотя совсем не о радостном Вы пишете. И появлению статьи обрадовался, хотя, опять же, ничего радостного в этом нету… Значит, своей „видимостью правды“ Вы задели, попали в точку, под самое дыхало дали.
Плюйте на статьи! Ну, не издадут отдельной книжкой, зато читателей теперь появится в 10 раз больше и журнал будут рвать на части.
Не буду Вам говорить комплименты — Вы, я думаю, сами знаете цену своей вещи — скажу только, что Муля — большущая удача, что я так её и вижу, и слышу, и ощущаю, и побаиваюсь, и люблю. Да и все хороши — живые. И вообще всё это — жизнь, от которой нас в литературе отгораживают всеми силами. Отгораживают, а вот и не получается! Прорывается! Молодец Вы, Виталий. Так и держите».
Юрий Домбровский писал Сёмину о повести «Семеро в одном доме» : «Ты не польстился ни на один выигрышный момент, нигде не посягнул и не перешагнул повседневность. Вот отсюда и огромный моральный и художественный выигрыш твоей повести. Она вся без выкриков, без экзотики страданий, без трагедий и философских монологов — просто строят дом и всё, — а какая сила постижения всего и всех» — и более свободно в целом: «Слушай, Витя, я считаю, что сейчас в советской литературе три имени — ты, Некрасов и Казаков — у тебя шансы наибольшие. Не подведи, собака…»
Вершина творчества писателя — роман «Нагрудный знак „ОСТ“» (1976).
Экзистенциальные основания прозы Сёмина критика открыла не сразу: «Сёмин — категорический эмпирик. Начиная с обстоятельств, с ситуации бытия. Мучительный опыт трудового лагеря. Барак. Литейный цех на военном заводе… Но не быт как таковой интересует писателя (хотя и быт схвачен и выражен с лапидарной чёткостью).
Сёмина выносит на экзистенциальный уровень смыслов. Его предмет — человек в ситуации. Самопостижение рассказчика опосредовано самопостижением автора, который к тому же пытается (с противоречивым, но очень ярким результатом) проникнуть в опыт тех, с кем сталкивает героя жизнь.
Сергей, брошенный в арбайтслагерь со школьной скамьи, советский подросток, являет собой ходячую странность. У человека, входящего в жизнь, оказались искусственно разорваны многие связи с прошлым. Он — росток, который дважды вырван из почвы культурной традиции: сначала как дитя эпохи, покончившей с исторической Россией, а потом как лишённый даже советского идеологического костыля русский раб на чужбине.
У него минимум внешнего опыта. 
«Я родился через десять лет после революции. В нашем большом доме „Новый быт“, который тоже был построен лет через десять после революции, жили люди, в основном, молодые. С настоящей старухой я познакомился, когда мне было восемь лет. Мои деды и бабки умерли ещё до революции. Так что и старость и сама смерть были вынесены для меня в далёкое дореволюционное прошлое. И вообще всё, что происходило до революции, я не просто относил лет на тридцать назад. Между мной и тем, что было когда-то, легла непроходимая пропасть. И люди, оставшиеся за этой пропастью, были не просто другими людьми — они были антиподами».
Дезориентация его феноменальна. В душе его руины смыслов. Он невероятно уязвим, страшно не уверен в себе, но тянется к смыслам, приходящим извне, нащупывает их с упорством маньяка. Это, по сути, страстное желание очеловечиться у подростка, который оказался на дне бытия, по ту сторону надежды, на фоне опустошения, озверения как мейнстрима среды и эпохи.
Жажда идеала, выжившая в аду и строящая опыт.
Человек у Сёмина — альфа и омега, в вычищенном от Бога мире, где не довлеет уму и сердцу и идеология. В каком-то вот таком качестве, прежде очень редком в литературе и жизни: без духовных/идейных опоры и предпосылок, без метафизических априори. Это экстремального свойства столкновение с жизнью, беспощадная инициация.
И это уже не чисто подростковая тема XX века в целом, не устаревшая и в новом столетии, при всех инфляционных настроениях в литературе и в жизни, обесценивающих бескомпромиссную волю к подлинности бытия».